# Batalla de Wagram
La batalla de Wagram, fou el combat més important de la Guerra de la Cinquena Coalició. Fou lliurada els dies 5 i 6 de juliol de 1809, a la plana de Marchfeld, a la riba nord del Danubi, prop de Wagram.

## Antecedents
Tot i que Àustria va obtenir algunes victòries en operacions menors de tipus defensiu, l'absència de Rússia i Prússia de la coalició va significar la inferioritat numèrica d'Àustria enfront dels enormes exèrcits francesos. Napoleó no estava preparat a l'inici de les hostilitats i per primera vegada des que va assumir la corona imperial s'havia vist obligat a cedir la iniciativa estratègica a un oponent, però amb la defensa dels mariscals Louis Nicolas Davout i François Joseph Lefebvre a la batalla d'Eckmühl el principal exèrcit austríac fou derrotat i la iniciativa passà als francesos per a la resta de la guerra.

## Batalla
L'exèrcit francès, sota les ordres de Napoleó Bonaparte, amb els seus aliats: l'exèrcit d'Itàlia, comandat del príncep Eugeni, i el de Saxònia, comandat per Bernadotte, després de la batalla d'Aspern-Essling s'havia concentrat a l'illa de Lobau i a comencaments de juliol creuaren el Danubi sobre un pont fet de pontons. L'Arxiduc Carles d'Àustria-Teschen no va fer cap intent d'impedir-los la travessa i quan el 162.000 homes de l'exèrcit francès es van desplegar, fou derrotat en un combat que va durar dos dies.

## Conseqüències
Després de la derrota a la batalla de Wagram, l'arxiduc Carles es va retirar cap al nord a Bohèmia amb l'esperança de reagrupar les seves forces. L'exèrcit francès també havia sofert en la batalla i no va perseguir-los, però dos dies després de la batalla, Napoleó va ordenar a les seves tropes dirigir-se al nord amb la intenció de derrotar els austríacs una vegada per totes. Els francesos finalment van atrapar als austríacs a Znaim el 10 de juliol, i com que cap dels dos exèrcits no estava en condicions per a la batalla, els austríacs proposaren un alto-el-foc per iniciar les negociacions de pau amb Napoleó. No obstant això, el mariscal Auguste Marmont es va negar a respectar l'alto el foc i va enviar el seu cos XI de 10.000 homes a la batalla de Znaim. Amb Marmont en inferioritat numèrica en gran manera, André Masséna no va tenir més remei que donar-li suport l'11 de juliol, però després de dos dies d'enfrontaments inútils, amb les dues parts patint baixes similars, i cap de les parts l'obtenció de qualsevol avantatge, Napoleó finalment va arribar amb la notícia d'un armistici, que va excloure el Tirol, que va quedar en mans de les tropes franceses i va ordenar Marmont posar fi a la batalla.
Encara que la batalla de Znaim va ser l'última acció entre l'Imperi austríac i el Primer Imperi Francès en la guerra, una pau formal no va ser acordada fins que es va signar el Tractat de Schönbrunn el 14 d'octubre de 1809, que finalment va posar fi a la cinquena coalició.